# Feuilleton (parlement)
Pour les articles homonymes, voir Feuilleton.

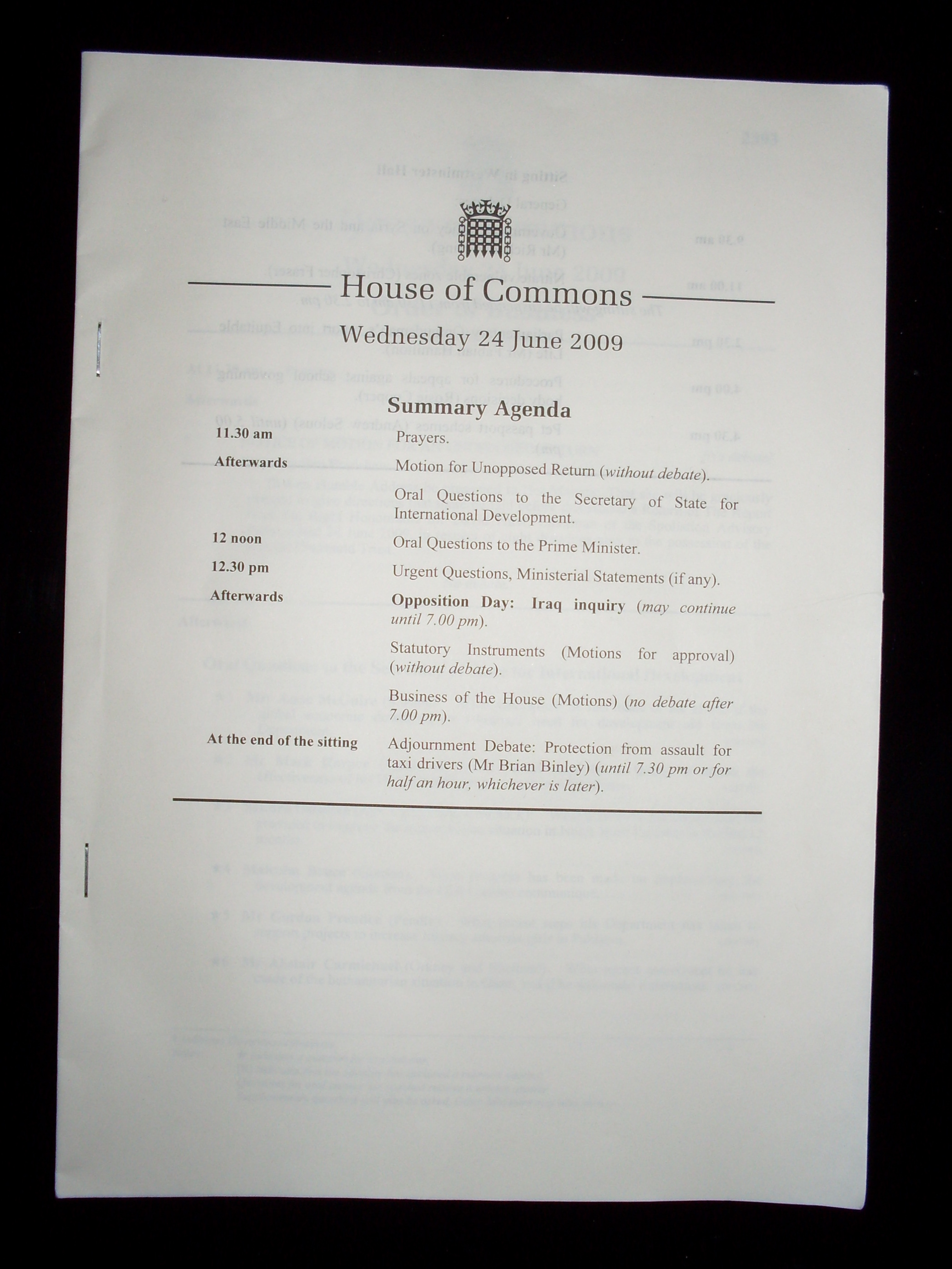
Feuilleton de la Chambre des communes britannique du 24 juin 2009.

Le feuilleton est une publication quotidienne dans le système de Westminster de gouvernement qui liste le déroulement des travaux du parlement de la séance de la journée. Un feuilleton différent est publié quotidiennement pour chaque chambre du corps législatif,,.
Le feuilleton fournit aux membres du parlement les détails de ce qui se déroulera dans cette chambre incluant les questions qui ont été déposées pour les séances de questions ministérielles et les membres qui ont été sélectionnés pour parler. Il fournit aussi les détails de quand et où les comités permanents et les comités restreints se rencontreront et liste les débats qui se tiendront. Les questions écrites posées aux ministres par les membres de la législature de la journée précédente sont énumérées au verso du feuilleton.